# End of the Century
End of the Century — пятый студийный альбом американской панк-рок-группы Ramones, вышедший в 1980 году на Sire Records. Он был спродюсирован Филом Спектором и стал отходом группы от привычного агрессивного панк-рокового звучания в сторону более поп-ориентированной музыки; так, он включал самый коммерчески успешный трек группы, «Baby, I Love You», который, однако, как и весь диск, группа крайне не любила.
Включён журналом Kerrang! в список «40 лучших панк-альбомов 1977—2017».

## Об альбоме
Приглашение Спектора было результатом заинтересованности его в музыке Ramones и любви вокалиста группы Джоуи Рамона к ранним работам продюсера — девичьим поп-группам вроде The Ronettes и альбому The Beatles Let It Be. Сессии проходили проблематично (Спектор часто выпивал и выходил из себя, отказывался продолжать микширование, а однажды даже угрожал Ди Ди оружием), в результате владелец Sire Records Сеймур Стейн забрал у Спектора наработки и продолжил работу. Несмотря на это, Джоуи отмечает его работу над звучанием голоса и ударных.
Итогом сотрудничества стал более выхолощенный, чем на ранних сырых и гаражных работах Ramones, звук, где сочетались «стена звука» Спектора и «стена шума» Ramones. Альбом достиг 44-го места в Billboard Top LPs & Tape и 14-го — в аналогичном чарте в Великобритании.
Наиболее известными песнями с альбома стала открывающая его «Do You Remember Rock ’n’ Roll Radio?» и «Rock ’n’ Roll High School». Также сюда вошла песня, написанная Ди Ди Рамоном в сотрудничестве с Ричардом Хэллом, — «Chinese Rocks» (под названием «Chinese Rock»).

## Список композиций
| №  | Название                               | Автор(ы)                  | Длительность |
| -- | -------------------------------------- | ------------------------- | ------------ |
| 1. | «Do You Remember Rock ’n’ Roll Radio?» | Джоуи Рамон               | 3:50         |
| 2. | «I’m Affected»                         | Джоуи Рамон               | 2:51         |
| 3. | «Danny Says»                           | Джоуи Рамон               | 3:06         |
| 4. | «Chinese Rock»                         | Ди Ди Рамон, Ричард Хэлл  | 2:28         |
| 5. | «The Return of Jackie and Judy»        | Ramones                   | 3:12         |
| 6. | «Let’s Go»                             | Ди Ди Рамон, Джонни Рамон | 2:31         |

| №  | Название                    | Автор(ы)                               | Длительность |
| -- | --------------------------- | -------------------------------------- | ------------ |
| 1. | «Baby, I Love You»          | Фил Спектор, Джефф Барри, Элли Гринвич | 3:47         |
| 2. | «I Can’t Make It on Time»   | Ramones                                | 2:32         |
| 3. | «This Ain’t Havana»         | Ди Ди Рамон                            | 2:18         |
| 4. | «Rock ’n’ Roll High School» | Джоуи Рамон                            | 2:38         |
| 5. | «All the Way»               | Ramones                                | 2:29         |
| 6. | «High Risk Insurance»       | Ramones                                | 2:08         |

| №   | Название                                        | Длительность |
| --- | ----------------------------------------------- | ------------ |
| 13. | «I Want You Around» (soundtrack version)        | 3:05         |
| 14. | «Danny Says» (demo)                             | 2:19         |
| 15. | «I’m Affected» (demo)                           | 2:47         |
| 16. | «Please Don’t Leave» (demo)                     | 2:22         |
| 17. | «All the Way» (demo)                            | 2:31         |
| 18. | «Do You Remember Rock & Roll Radio?» (demo)     | 3:43         |
| 19. | «End of the Century Radio Promo» (hidden track) | 0:59         |

## Участники записи
Список составлен по сведениям базы данных Discogs.

| Ramones: - Джоуи Рамон — вокал - Джонни Рамон — гитара - Ди Ди Рамон — бас-гитара, бэк-вокал - Марки Рамон — барабаны Приглашённые музыканты: - Эд Стейзиум — гитара, бэк-вокал - Дэн Кессель — гитара - Дэвид Кессель — гитара - Барри Голдберг — фортепиано, орган - Стив Дуглас — саксофон - Джим Келтнер — ударные (в песне «Baby, I Love You») | Технический персонал: - Фил Спектор — музыкальный продюсер, инженер ремикширования (в песне «I Want You Around» в переиздании 2002 года) - Эд Стейзиум — музыкальный директор, продюсер (в песнях 13—18 в переиздании 2002 года), звукоинженер (в песне 13 в переиздании 2002 года) - Ларри Левин — звукоинженер - Борис Менарт — звукоинженер - Брюс Голд — ассистент звукоинженера - Джоэл Сойфер — инженер ремикширования (в песне 13 в переиздании 2002 года) - Фил Браун — мастеринг-инженер - Мик Рок — фотограф - Джон Джиллеспи — арт-директор - Спенсер Дрейт — дизайнер |

- Родни Бингенхаймер[англ.] — хлопки в ладоши (в песнях «Do You Remember Rock ’n’ Roll Radio?» и «The Return of Jackie and Judy»)
- Мария Монтойя — хлопки в ладоши (в песнях «Do You Remember Rock ’n’ Roll Radio?» и «The Return of Jackie and Judy»)
- Харви Куберник[англ.] — перкуссия[28], хлопки в ладоши (в песнях «Do You Remember Rock ’n’ Roll Radio?» и «The Return of Jackie and Judy»), автор текста для буклета
- Джефф Моррисон — хлопки в ладоши (в песнях «Do You Remember Rock ’n’ Roll Radio?» и «The Return of Jackie and Judy»)
- Фаст Фредди — хлопки в ладоши (в песнях «Do You Remember Rock ’n’ Roll Radio?» и «The Return of Jackie and Judy»)
- Шон Донахью — диск-жокей (в песне «Do You Remember Rock ’n’ Roll Radio?»)

## Позиции в хит-парадах
Еженедельные чарты:
| Год  | Хит-парад                           | Высшая позиция | Пребывание |
| ---- | ----------------------------------- | -------------- | ---------- |
| 1980 | Австралия (Kent Music Report)       | 53             | нет данных |
| 1980 | Великобритания (UK Albums Chart)    | 14             | 8 недель   |
| 1980 | Италия (Musica e dischi)            | 21             | 1 неделя   |
| 1980 | Канада (RPM Albums Chart)           | 41             | 13 недель  |
| 1980 | Нидерланды (Album Top 100)          | 27             | 8 недель   |
| 1980 | Новая Зеландия (RMNZ)               | 48             | 1 неделя   |
| 1980 | Норвегия (VG-lista)                 | 36             | 1 неделя   |
| 1980 | США (Billboard Top LPs & Tape)      | 44             | 14 недель  |
| 1980 | Финляндия (Suomen virallinen lista) | 14             | 10 недель  |
| 1980 | Швеция (Topplistan)                 | 10             | 5 недель   |

## Сертификации
| Регион                                                      | Сертификация | Продажи |
| ----------------------------------------------------------- | ------------ | ------- |
| Аргентина (CAPIF)                                           | Золотой      | 30 000^ |
| ^ Данные о тиражах приведены только на основе сертификации. |              |         |